# Chirocentrodon bleekerianus
Chirocentrodon bleekerianus is een  straalvinnige vissensoort uit de familie van haringen (Clupeidae). De wetenschappelijke naam van de soort is voor het eerst geldig gepubliceerd in 1867 door Poey.
De soort staat op de Rode Lijst van de IUCN als niet bedreigd, beoordelingsjaar 2009.